# 凯弗纳克
凯弗纳克（法語：Keffenach，发音：[kɛfənak] 或 [kɛfənax]）是法国下莱茵省的一个市镇，属于阿格诺-维桑堡区（Haguenau-Wissembourg）和维桑堡县（Wissembourg）。该市镇总面积2.39平方公里，2009年时的人口为208人。

## 人口
凯弗纳克人口变化图示